# Émile Thubron
Ernest Blakelock "Émile" Thubron (født 15. juli 1861, død 22. maj 1927) var en britisk sportsudøver, som deltog i OL 1908 i London under fransk flag.

## Sportskarriere
Thubron var en ivrig cyklist og med til i 1879 at stifte en cykelklub i fødebyen Boldon, men stillede senere op for Sunderland Bicycle Club.
Han kastede sig i de tidlige år af 1900-tallet over motorbådsløb og var ejer af båden Trefle-à-Quatre (Firkløver), som vandt et stort løb i 1904.
Vandmotorsport var på programmet ved OL 1908 i London for første og eneste gang. Her deltog Thubron i klasse A (åben klasse) i båden Camille, der var bygget i Frankrig og sejlede som fransk deltager (muligvis for at give konkurrencen et mere internationalt skær, da de øvrige deltagere var britiske). Der var planlagt to løb, men Camille stillede ikke op i det første af disse, som imidlertid blev aflyst på grund af dårligt vejr. I andet løb stillede en af de to øvrige både ikke op, mens britiske Wolseley-Siddeley i dette løb gik på grund og derfor ikke kom i mål. Thubron og hans besætning i Camille vandt dermed konkurrencen som eneste fuldførende båd. Der blev indgiver protest over Camille for angiveligt at have sejlet en forkert rute, men protesten blev afvist.

## Øvrige karriere
Thubron var ingeniør af uddannelse og deltog i den egenskab i lord Kitcheners såkaldte Dongola-ekspedition til Sudan i 1896. Han levede og arbejdede i Egypten i begyndelsen af 1900-tallet, inden han endte sine dage i New Zealand.